# Festiwal Aizu

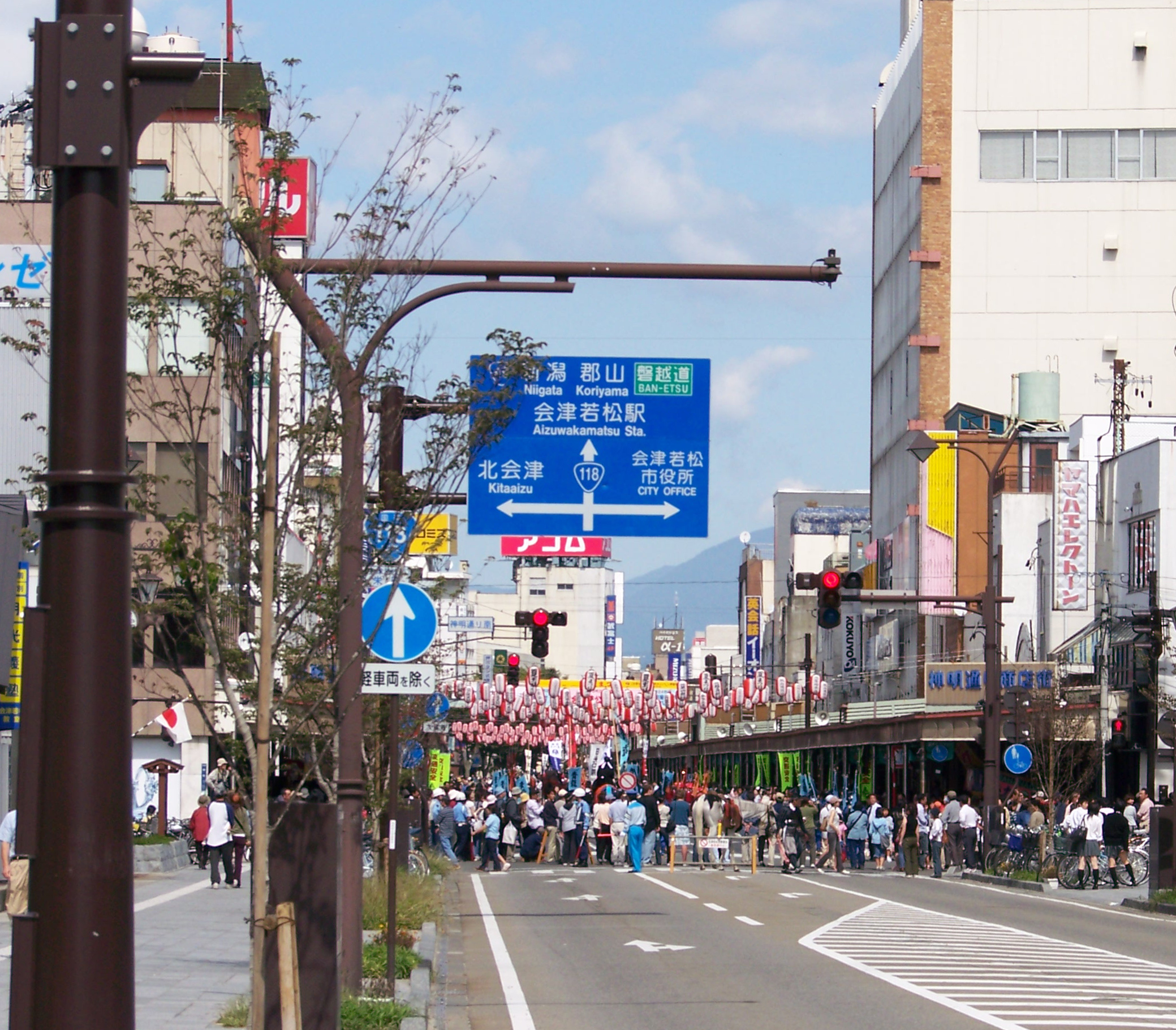
Zdjęcie wykonane w pobliżu ulicy Shinmei podczas festiwalu Aizu.

Festiwal Aizu (jap. 会津まつり Aizu Matsuri) – festiwal odbywający się pod koniec września w Aizuwakamatsu w prefekturze Fukushima. Obecnie trwa on trzy dni i obejmuje szereg wydarzeń.

## Historia
Festiwal odbywa się w Aizuwakamatsu od 1953 roku i obejmuje różne wydarzenia.
Mówi się, że Festiwal Aizu ma swoje korzenie w procesji z lampionami, która odbyła się w 1928 roku z okazji ślubu księcia Chichibu i Setsuko Matsudairy. Wydarzenie to ma również na celu pocieszenie duchów członków klanu Aizu, którzy stracili życie w wojnie Boshin i wyrażenie wdzięczności swoim poprzednikom.
W 2020 roku festiwal został ograniczony z powodu nowej infekcji SARS-CoV-2, a główne wydarzenie, procesji klanu, zostało odwołane.
W kolejnym roku wydarzenie odbyło się na mniejszą skalę, ale w 2022 roku wszystkie wydarzenia odbyły się po raz pierwszy od trzech lat.

## Wydarzenia

### Goście specjalni
Czasami zapraszani są również goście specjalni. W ostatnich latach, na przykład w 2005 roku, byli nimi Koji Yamamoto, Yosuke Asari i Shunta Nakamura, którzy wystąpili w taidze dramie „Shinsengumi!”. Kazuki Kitamura, Manami Higa, któży pojawili się w „Tenchijin” w 2009 roku. Takao Horiuchi, który był ambasadorem dobrej woli Aizu w 2011 roku. Hiroyuki Ikeuchi i Azusa Mine, którzy pojawili się w „Yae no Sakura” w 2013 roku. Od 2014 roku Haruka Ayase, gwiazda „Yae no Sakura”, brała w nim udział przez sześć kolejnych lat do 2019 roku, a w 2018 i 2019 roku wzięła udział razem z Riom Suzuki, która również grała w „Yae no Sakura”. W 2020 roku Ayase uczestniczyła w festiwalu siódmy rok z rzędu, po raz pierwszy biorąc udział w festiwalu uznania zamiast odwołanej procesji władców klanu. W 2021 roku, kiedy festiwal nadal odbywał się w ograniczonym zakresie, organizujące go stowarzyszenie Aizu Matsuri postanowiło nie zapraszać Ayase. W 2022 roku Ayase ponownie pojawiła się w corocznej procesji klanu Aizu, która odbyła się po raz pierwszy od trzech lat.. Ayase ma również pojawić się w 2023 roku.

### Parada dziecięca
W wydarzeniu biorą udział uczniowie z Aizuwakamatsu przebrani za samurajów oraz grupy taiko z różnych szkół podstawowych. Wydarzenie to jest dokumentowane przez telewizję Fukushima Television (FTV) w formie relacji na żywo prowadzonej przez spikerów i komentatorów ze specjalnego przydrożnego placu zabaw i kamer telewizyjnych. Następnie jest odtwarzane w sobotę w połowie października każdego roku.